# Valier (cràter)

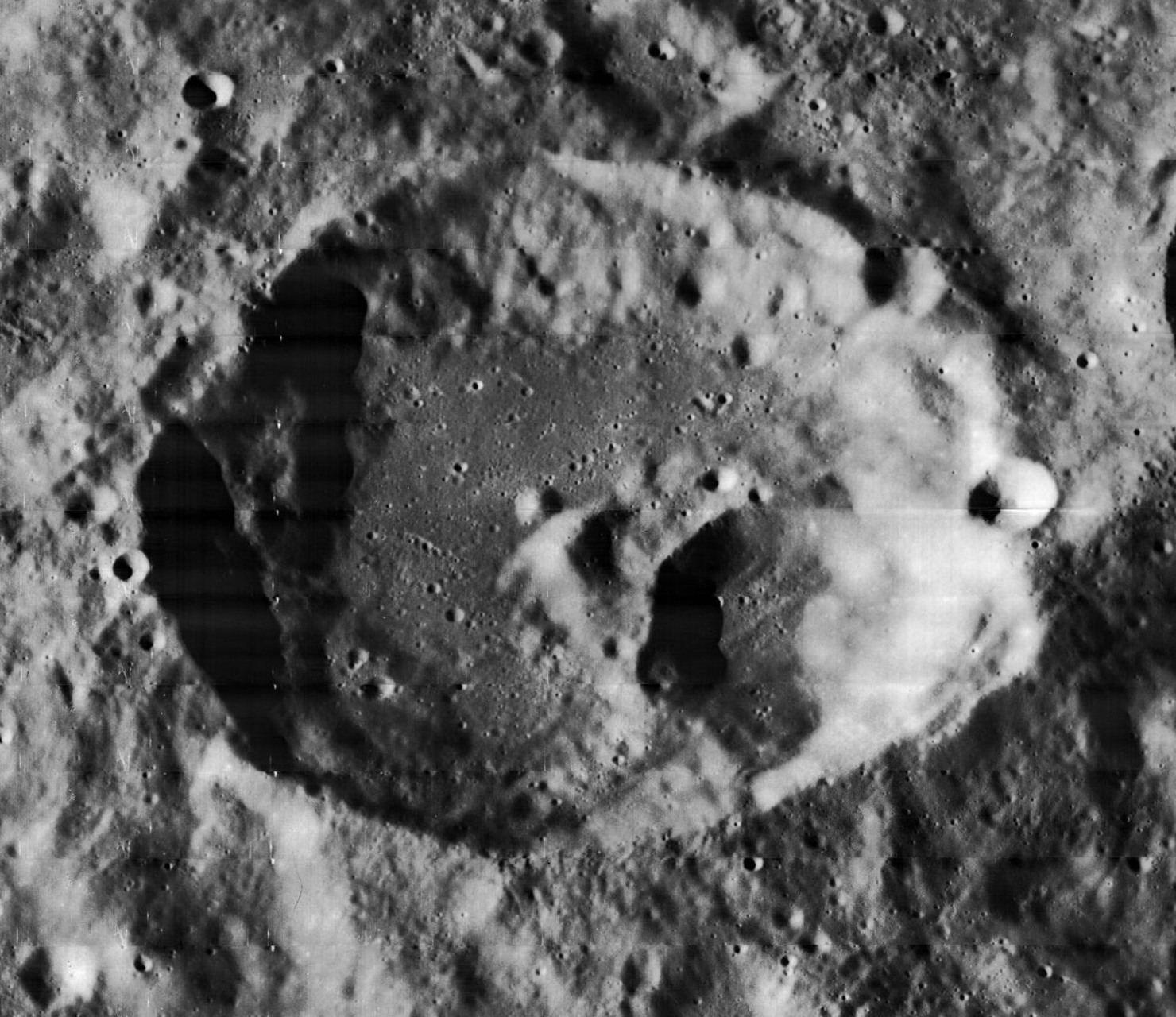
Imatge de la missió Lunar Orbiter 2

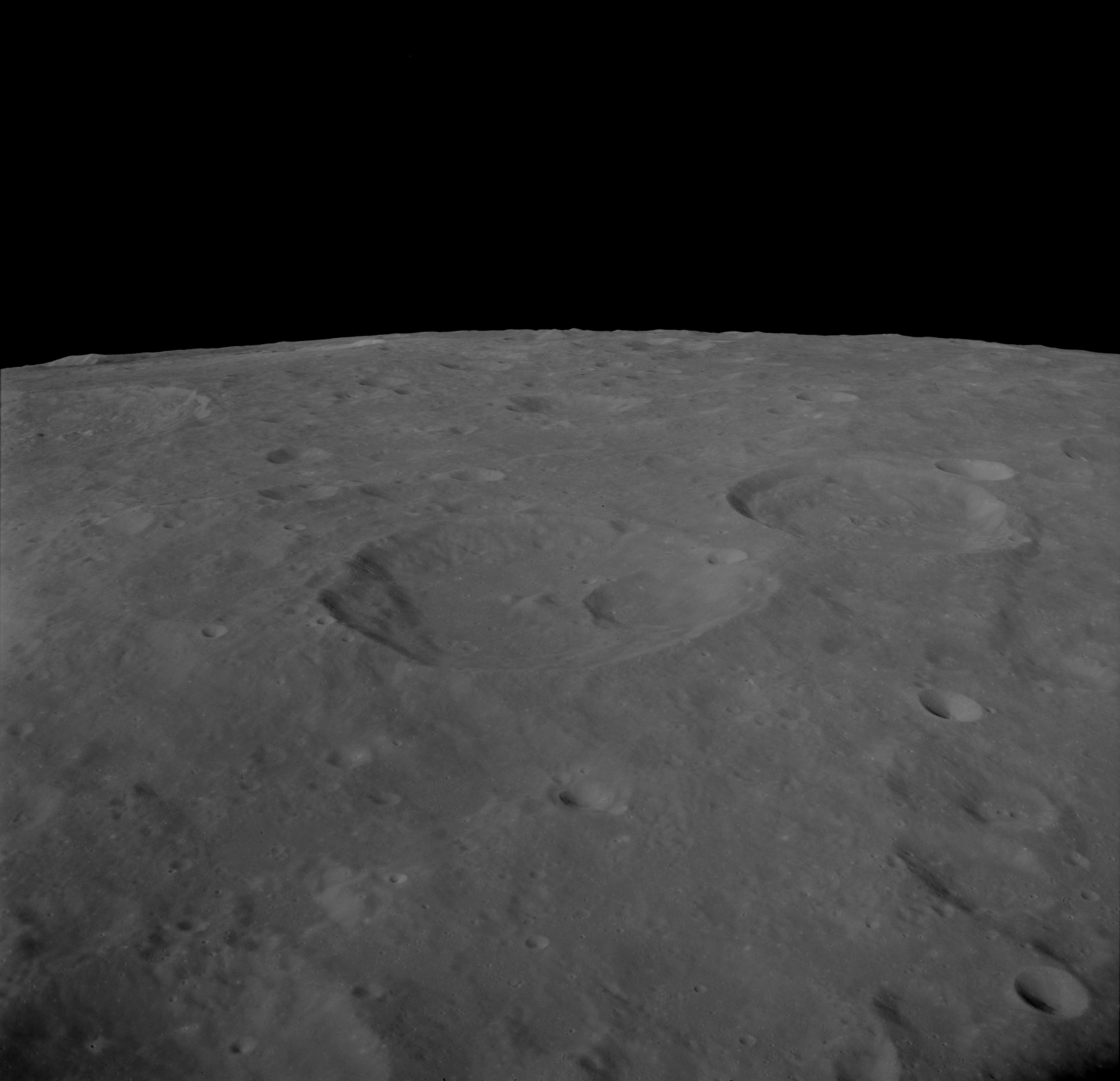
Fotografia de la missió Apol·lo 10

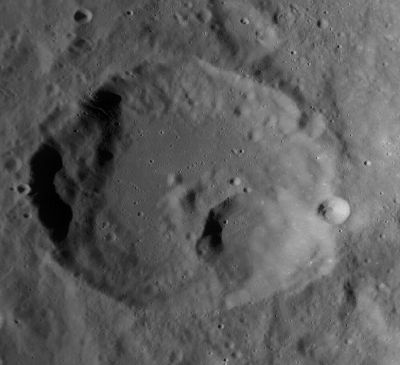
Fotografia de la missió LRO

Valier és un cràter d'impacte que es troba en la cara oculta de la Lluna. Està gairebé unit a la vora occidental del cràter Tiselius. Al nord-nord-oest es troba el cràter Sharonov, de mida més gran; al sud-sud-oest es troba Coriolis; i a l'oest de Valier apareix Dufay.

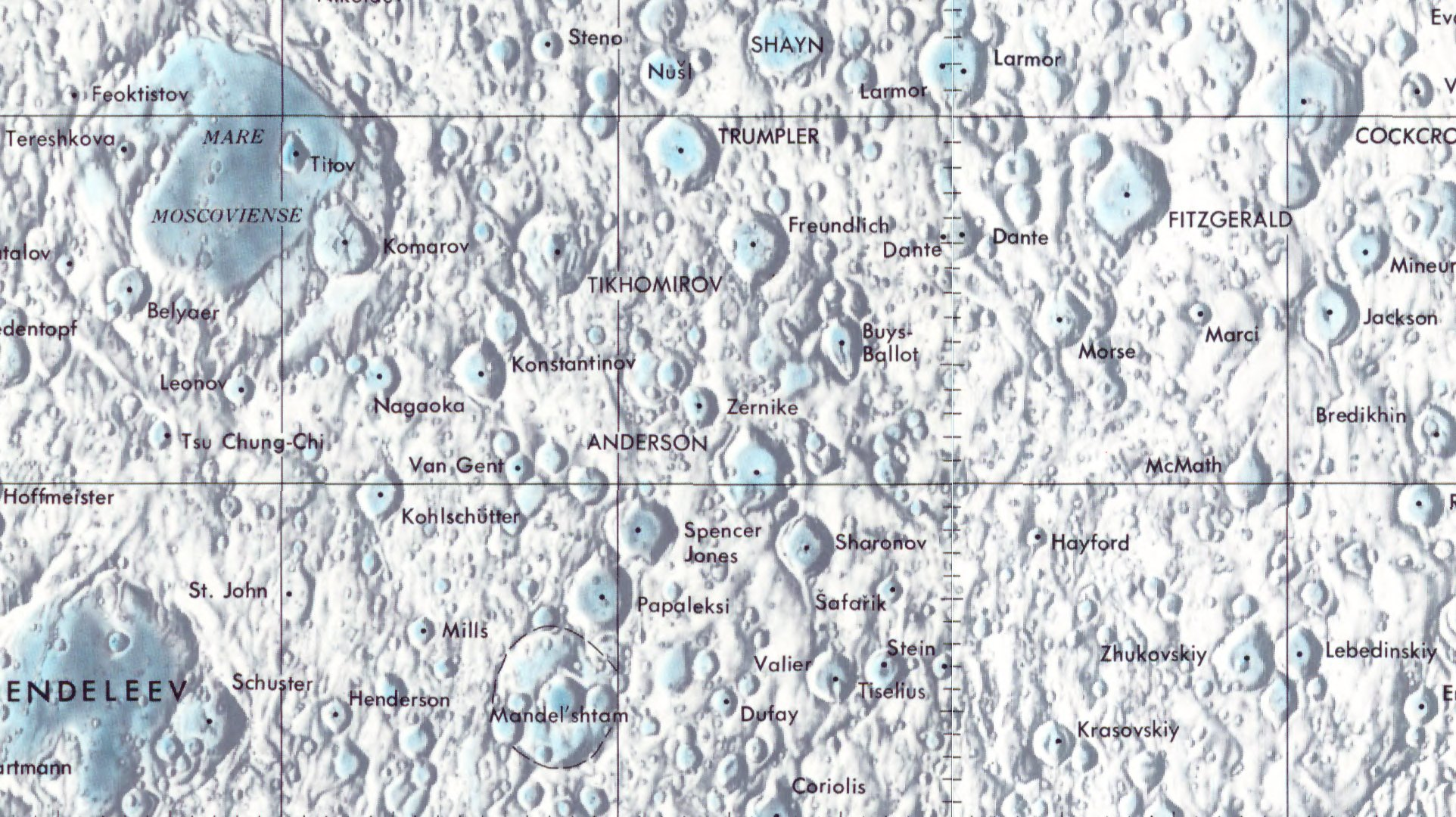
Localització de Valier.

La característica més notable d'aquesta formació és el cràter satèl·lit Valier J que ocupa la part sud-est del sòl interior i comparteix part de la vora exterior. La resta de la vora està una mica desgastada, amb petits cràters en el costat oriental. Les parets interiors de Valier són pendents irregulars que estan marcades per diversos petits cràters. El sòl interior restant és una superfície relativament anivellada amb alguns petits cràters dispersos al voltant.

## Cràters satèl·lit
Per convenció aquests elements són identificats en els mapes lunars posant la lletra en el costat del punt central del cràter que està més proper a Valier.
|        | \| Valier \| Coordenades \| Diàmetre \| \| ------ \| ------------------------------------ \| -------- \| \| J \| 6° 18′ N, 174° 54′ E / 6.3°N,174.9°E \| 26 km \| \| P \| 4° 48′ N, 173° 18′ E / 4.8°N,173.3°E \| 8 km \| |          |
| Valier | Coordenades | Diàmetre |
| J      | 6° 18′ N, 174° 54′ E / 6.3°N,174.9°E | 26 km    |
| P      | 4° 48′ N, 173° 18′ E / 4.8°N,173.3°E | 8 km     |